# ستيوارت ديمبستر
ستيوارت ديمبستر (بالإنجليزية: Stuart Dempster)‏ هو ملحن أمريكي، ولد في 7 يوليو 1936 في بيركيلي في الولايات المتحدة.

## وصلات خارجية
- ستيوارت ديمبستر على موقع IMDb (الإنجليزية)
- ستيوارت ديمبستر على موقع ميوزك برينز (الإنجليزية)
- ستيوارت ديمبستر على موقع ديسكوغز (الإنجليزية)